# Amir Abedzadeh
Amir Abedzadeh (in persiano امیر عابدزاده‎; 26 aprile 1993) è un calciatore iraniano, portiere del Castellón.

## Biografia
Figlio d'arte, suo padre Ahmad è stato portiere della nazionale iraniana

## Carriera

### Club
L'8 luglio 2021 si trasferisce al Ponferradina.

### Nazionale
Ha giocato nella nazionale iraniana Under-23.
È stato incluso nella lista dei convocati per il Campionato mondiale di calcio 2018, senza riuscire a debuttare nella competizione.

## Statistiche

### Cronologia presenze e reti in nazionale
| Cronologia completa delle presenze e delle reti in nazionale ― Iran | Cronologia completa delle presenze e delle reti in nazionale ― Iran | Cronologia completa delle presenze e delle reti in nazionale ― Iran | Cronologia completa delle presenze e delle reti in nazionale ― Iran | Cronologia completa delle presenze e delle reti in nazionale ― Iran | Cronologia completa delle presenze e delle reti in nazionale ― Iran | Cronologia completa delle presenze e delle reti in nazionale ― Iran | Cronologia completa delle presenze e delle reti in nazionale ― Iran |
| Data                                                                | Città                                                               | In casa                                                             | Risultato                                                           | Ospiti                                                              | Competizione                                                        | Reti                                                                | Note                                                                |
| ------------------------------------------------------------------- | ------------------------------------------------------------------- | ------------------------------------------------------------------- | ------------------------------------------------------------------- | ------------------------------------------------------------------- | ------------------------------------------------------------------- | ------------------------------------------------------------------- | ------------------------------------------------------------------- |
| 19-5-2018                                                           | Teheran                                                             | Iran                                                                | 1 – 0                                                               | Uzbekistan                                                          | Amichevole                                                          | -                                                                   | 46’                                                                 |
| 11-9-2018                                                           | Tashkent                                                            | Uzbekistan                                                          | 0 – 1                                                               | Iran                                                                | Amichevole                                                          | -                                                                   |                                                                     |
| 20-11-2018                                                          | Doha                                                                | Iran                                                                | 1 – 1                                                               | Venezuela                                                           | Amichevole                                                          | -1                                                                  |                                                                     |
| 12-11-2020                                                          | Sarajevo                                                            | Bosnia ed Erzegovina                                                | 0 – 2                                                               | Iran                                                                | Amichevole                                                          | -                                                                   |                                                                     |
| 11-6-2021                                                           | Riffa                                                               | Cambogia                                                            | 0 – 10                                                              | Iran                                                                | Qual. Mondiali 2022                                                 | -                                                                   |                                                                     |
| 16-11-2021                                                          | Amman                                                               | Siria                                                               | 0 – 3                                                               | Iran                                                                | Qual. Mondiali 2022                                                 | -                                                                   |                                                                     |
| 27-1-2022                                                           | Teheran                                                             | Iran                                                                | 1 – 0                                                               | Iraq                                                                | Qual. Mondiali 2022                                                 | -                                                                   |                                                                     |
| 1-2-2022                                                            | Teheran                                                             | Iran                                                                | 1 – 0                                                               | Emirati Arabi Uniti                                                 | Qual. Mondiali 2022                                                 | -                                                                   |                                                                     |
| 24-3-2022                                                           | Seul                                                                | Corea del Sud                                                       | 2 – 0                                                               | Iran                                                                | Qual. Mondiali 2022                                                 | -2                                                                  |                                                                     |
| 12-6-2022                                                           | Doha                                                                | Algeria                                                             | 2 – 1                                                               | Iran                                                                | Amichevole                                                          | -2                                                                  |                                                                     |
| 23-9-2022                                                           | Sankt Pölten                                                        | Uruguay                                                             | 0 – 1                                                               | Iran                                                                | Amichevole                                                          | -                                                                   | 63’                                                                 |
| Totale                                                              |                                                                     | Presenze                                                            | 11                                                                  |                                                                     | Reti                                                                | -5                                                                  |                                                                     |